# Кревкёр-ле-Гран
Кревкёр-ле-Гран (фр. Crèvecœur-le-Grand) — город на севере Франции, в департаменте Уаза. Находится в регионе О-де-Франс, округ Бове, кантон Сен-Жю-ан-Шоссе, в 38 км к юго-западу от Амьена и в 21 км к северу от Бове, в 9 км от автомагистрали А16 "Европейская".
Население (2018) — 3 519 человек.

## Достопримечательности
- Замок XVI-XVII веков, один из красивейших замков Франции своего времени. Во время революции был разграблен, впоследствии территория замка разделена дорогой. В настоящее время в одном из зданий располагается городская мэрия
- Церковь Святого Николая XIV века с колокольней XII века

## Экономика
В городе работают несколько небольших предприятий, занимающихся переработкой макулатуры, производством фармацевтической продукции и строительных материалов. 
Структура занятости населения:
- сельское хозяйство — 2,3 %
- промышленность — 12,2 %
- строительство — 2,8 %
- торговля, транспорт и сфера услуг — 27,8 %
- государственные и муниципальные службы — 54,9 %

Уровень безработицы (2017) — 15,5 % (Франция в целом — 13,4 %, департамент Уаза — 13,8 %). 

Среднегодовой доход на 1 человека, евро (2018) — 19 060 (Франция в целом — 21 730, департамент Уаза — 22 150).

## Демография
Динамика численности населения, чел.

## Администрация
Пост мэра Кревкёр-ле-Гран с 2001 года занимает Эмерик Бурло (Aymeric Bourleau). На муниципальных выборах 2020 года возглавляемый им независимый список одержал победу в 1-м туре, получив 52,01 % голосов.
| Период | Период | Фамилия      | Партия                                  | Примечания                                             |
| ------ | ------ | ------------ | --------------------------------------- | ------------------------------------------------------ |
| 1977   | 2001   | Пьер Варле   | Объединение в поддержку Республики      | предприниматель, член Генерального совета департамента |
| 2001   | 2020   | Андре Коэ    | Союз за народное движение Разные правые | член Генерального совета департамента                  |
| 2020   |        | Эмерик Бурло |                                         |                                                        |

## Галерея

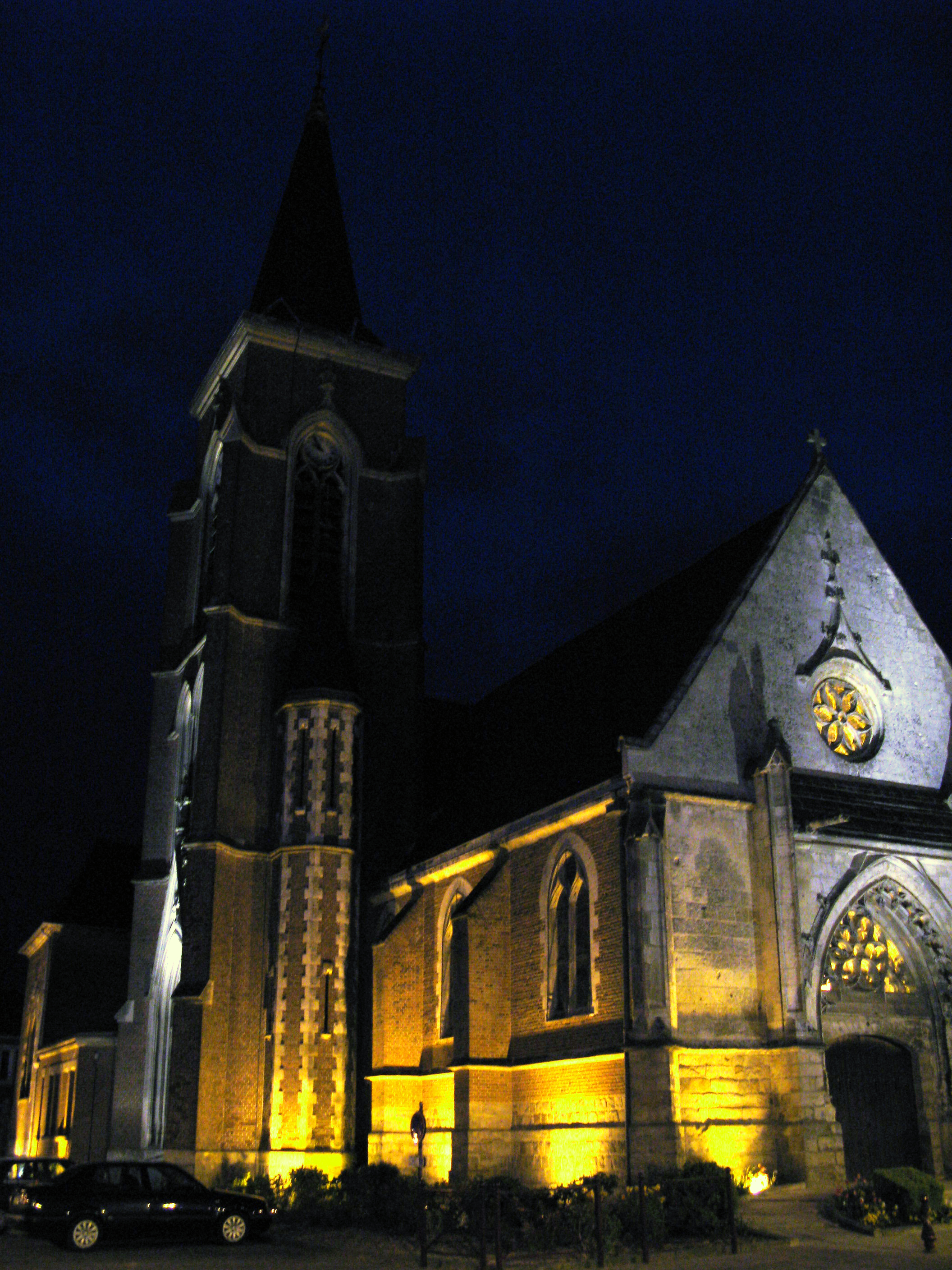
Церковь Святого Николая ночью
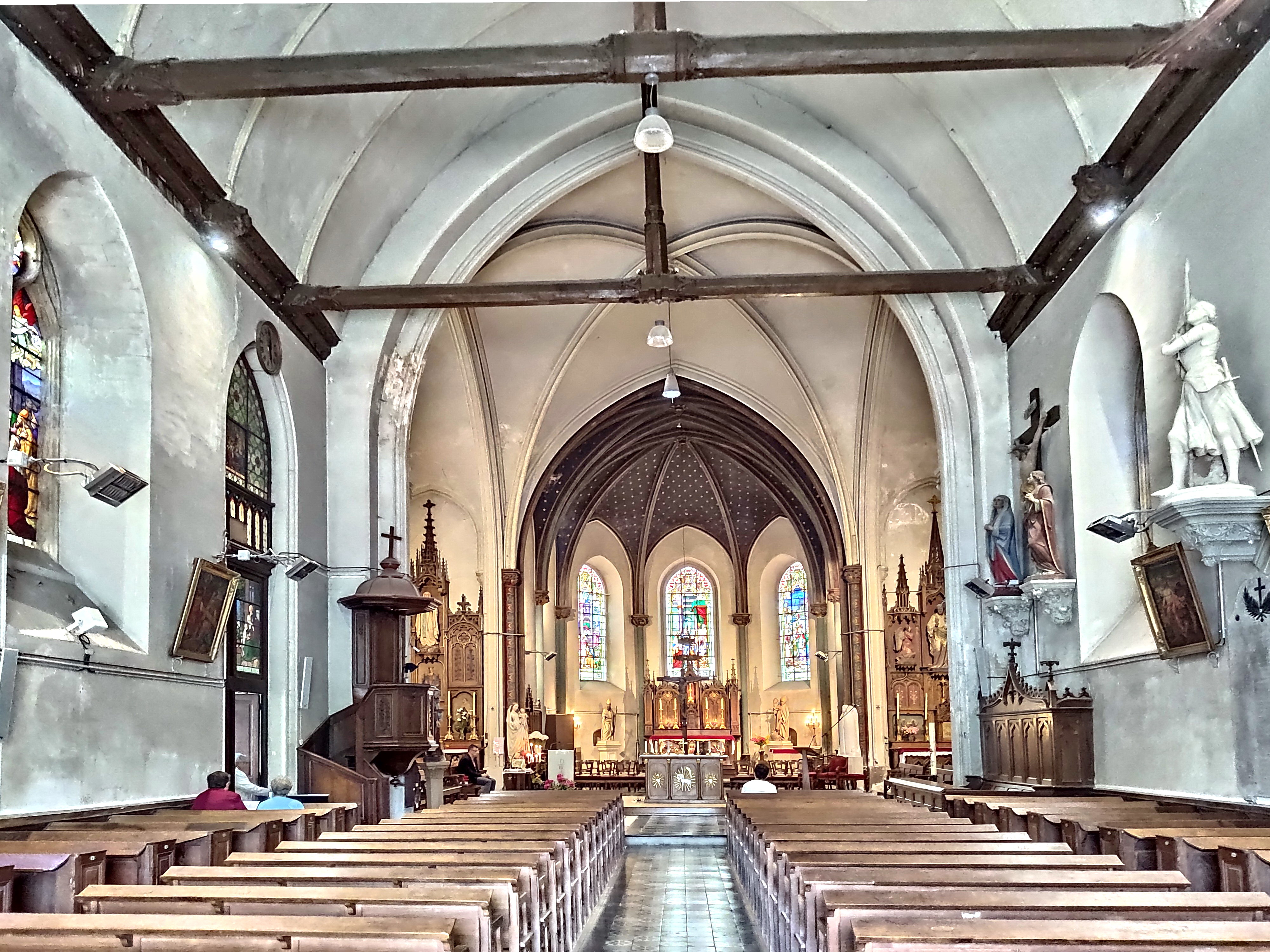
Центральный неф церкви

1. 1 2  база данных о французских коммунах — Национальный географический институт Франции, 2015.
2. ↑  https://data.geopf.fr/telechargement/download/GEOFLA/GEOFLA_2-2_COMMUNE_SHP_LAMB93_FXX_2016-06-28/GEOFLA_2-2_COMMUNE_SHP_LAMB93_FXX_2016-06-28.7z — 2016.